# Musique légère (album)
Pour le genre musical, voir Musique légère.
Albums de Jean-Roger Caussimon
À la Seine
(1972) En public à l'Olympia 74
(1974)
Musique légère est le troisième album studio de Jean-Roger Caussimon. Paru à l'origine sous forme d'un 33 tours non titré, il est désormais identifié par le titre de la chanson qui ouvre l'album.

## Titres
Les paroles de toutes les chansons sont de Jean-Roger Caussimon.
| 1. | Musique légère      | Francis Livon  | 2 min 24 s |
| 2. | Les Cavaliers       | Gaby Wagenheim | 3 min 14 s |
| 3. | Cinéma-vie          | Francis Livon  | 2 min 58 s |
| 4. | Les Marins-Pêcheurs | Éric Robrecht  | 3 min 09 s |
| 5. | Ubu                 | Éric Robrecht  | 2 min 30 s |

| 6.  | Trois Mots            | Francis Livon et Éric Robrecht | 2 min 03 s |
| 7.  | Rue de la Liberté     | Daniel Faure                   | 3 min 47 s |
| 8.  | Orly-bar              | Éric Robrecht                  | 3 min 41 s |
| 9.  | Où irez-vous danser ? | Éric Robrecht                  | 3 min 28 s |
| 10. | Mes amis              | Éric Robrecht                  | 2 min 51 s |

## Musiciens
- Éric Robrecht : piano
- Maurice Vander : orgue
- Joss Baselli : accordéon
- Jim Cuomo : clarinette, saxophone
- Mahjun : rythmique et effets spéciaux
- Naná Vasconcelos : percussions (piste 5)
- Dominique Barouh : voix

## Production
- Arrangements : Éric Robrecht
- Prise de son : Christian Gence, Pascal Bellaud
- Direction artistique : Jim Cuomo, Pierre Barouh